# فالاكرا
فالاكرا (بالسويدية: Vallåkra) هي منطقة سكنية تقع في السويد في بلدية هيلسينجبورج.[بحاجة لمصدر] يقدر عدد سكانها بـ 642 نسمة ومساحتها 0.59 كم2 .